# ديفيد غولد
ديفيد جولد (9 سبتمبر 1936 - 4 يناير 2023)، رجل أعمال بريطاني، مالك شركة Gold Star Publications وصحيفة Sport Newspapers. شغل منصب رئيس نادي برمنغهام سيتي لكرة القدم حتى عام 2009، ومن ثم تولى منصب الرئيس المشارك لنادي وست هام يونايتد من عام 2010 حتى وفاته في 2023.